# Знаменская мануфактура
Знаменская мануфактура — фабрика по изготовлению шерстяных и полушерстяных тканей.
В 1839 году надворный советник П. С. Деменков, владелец села Знаменское-Губайлово выстроил на речке Баньке большую писчебумажную фабрику с паровым и водяным двигателем. Спустя несколько лет фабрика прекратила работу, но в 1854 году Н. Я. Поляков арендовал фабричные помещения для шерстоткацкого производства. В 1868 году Знаменская фабрика перешла в полную собственность Поляковых.
К 1880 году была выстроена текстильная фабрика в Ново-Никольском (Н. Я. Поляков), красильня в Щёлково (А. Я. Поляков); построены новые помещения на Знаменской фабрике (А. Я. Поляков). Вскоре предприятия были объединены и 1884 году был утверждён устав «фабрично-торгового товарищества Знаменской мануфактуры А. Я. Полякова». Основной капитал товарищества в 1 миллион рублей был разделён на 200 именных паёв. Правление первоначально разместилось на Чижовском подворье в Москве, затем располагалось в Юшковом переулке, в доме А. Александрова (№ 10/11).
На Всемирной выставке в Париже в 1900 году изделия мануфактуры были отмечены бронзовой медалью.